# آب‌انبار گنبد سبز
آب‌انبار گنبد سبز مربوط به دوره پهلوی اول است و در یزد، خیابان امام خمینی، محله آبشوری، کوچه شهید کاظم ابریشمگیر واقع شده و این اثر در تاریخ ۱۷ اسفند ۱۳۸۱ با شمارهٔ ثبت ۷۷۶۶ به‌عنوان یکی از آثار ملی ایران به ثبت رسیده است.